# Bitwa pod Łojowem (1649)
Bitwa pod Łojowem – starcie zbrojne, które odbyło się 31 lipca 1649 koło Łojowa, około 50 km od Czernihowa, podczas powstania Chmielnickiego. Wojska litewskie pod dowództwem Janusza Radziwiłła pokonały tu kozackie wojska pułkowników Podobajły i Krzeczowskiego.

## Tło przedbitewne
Latem 1649 roku 7-tysięczna armia kozacka Stepana Podobajły zdobyła Łojów i spaliła miejscowy zamek, po czym rozłożyła się obozem w widłach Dniepru i Soża w okolicach Rzeczycy, umacniając swą pozycję wałami ziemnymi. Stąd na ziemie białoruskie rozpuszczane były łupieżcze zagony, terroryzujące miejscową ludność swym okrucieństwem.
Przeciwko Podobajle ruszyła armia Wielkiego Księstwa Litewskiego pod wodzą hetmana polnego litewskiego Janusza Radziwiłła (około 6000 żołnierzy, w tym 1000 piechoty, 800 husarii i 4200 reszty jazdy).
Na pomoc Podobajle pospiesznie maszerował od Czarnobyla w kierunku Rzeczycy Stanisław Krzeczowski, prowadząc armię w sile 10 000 żołnierzy (w tym 6000 piechoty). Wysłał go oblegający wojska polskie pod Zbarażem Bohdan Chmielnicki, obawiając się o swoje zaplecze (Łojów leży zaledwie kilkadziesiąt kilometrów od Kijowa).
Gdy podjazdy litewskie odkryły główny obóz armii kozackiej Podobajły, Janusz Radziwiłł natychmiast ruszył w ich kierunku, przy czym piechota dowodzona przez Wincentego Gosiewskiego płynęła na łodziach Dnieprem. 23 lipca 1649 armia litewska dotarła pod miasto Łojów, położone na prawym brzegu Dniepru. Podobajło był natomiast na lewym brzegu. Radziwiłł postanowił jednak zaatakować Kozaków rozmieszczając naprzeciw ich obozu artylerię.

## Bitwa
31 lipca 1649 hetman otrzymał wiadomość o drugiej armii kozackiej Krzeczowskiego, która szła Podobajle na pomoc. Radziwiłł, dla rozpoznania sił i zamiarów nowego przeciwnika, wysłał mu naprzeciw około 2000 jazdy. Krzeczowski dotarł pod Rzeczycę, ale nie zamierzał tracić czasu na zdobywanie twierdzy i ruszył naprzeciw armii litewskiej, mijając się z idącą kawalerią litewską, którą Radziwiłł wysłał w jego kierunku. Gdy jazda dotarła do Rzeczycy, Krzeczowski zaatakował osłabione siły Radziwiłła (4000 żołnierzy, w tym 1000 piechoty), jednak natarcie jego załamało się w ogniu piechoty i artylerii armii litewskiej, stojących na grobli rzeczki Łojówki.
Na zmieszane wojska nieprzyjaciela Radziwiłł rzucił do szarży jazdę. Wojska kozackie postąpiły zgodnie z wyuczoną w takich wypadkach taktyką i rozstąpiły się, po czym uderzyły na skrzydła i tyły atakującej jazdy. Otoczoną jazdę uratowała z opresji jazda litewska, która wróciła spod Rzeczycy i zaatakowała armię kozacką od tyłu, rozstrzygając losy bitwy.
Część wojsk kozackich, które nie uległy rozproszeniu, zamknęły się w okopanym taborze. Wojska litewskie próbowały zdobyć tabor, ale bez powodzenia. Gdy armia Podobajły, idąc osaczonym wojskom Krzeczowskiego na pomoc, przeprawiła się przez Dniepr, wojska litewskie natychmiast zaatakowały nowego przeciwnika, odnosząc i tutaj zwycięstwo. Wkrótce padł otoczony tabor, a ciężko ranny Krzeczowski został wzięty do niewoli, w której zmarł na skutek odniesionych ran. Straty wojsk kozackich wyniosły kilka tysięcy zabitych.